# 陇南凤仙花
陇南凤仙花（学名：Impatiens potaninii）是凤仙花科凤仙花属的植物，为中国的特有植物。分布于中国大陆的甘肃、秦岭、四川等地，生长于海拔1,200米至2,300米的地区，见于林缘、山谷以及水沟旁湿处，目前尚未由人工引种栽培。

## 异名
- Impatiens potaninii Maxim. f. rudrobrunnea Pritz.